# Leonardo Alenza
Leonardo Alenza (Madrid, 6 novembre 1807 - Madrid, 30 juin 1845) est un peintre espagnol romantique. 

## Biographie
Tout en manifestant l'influence directe de Goya, il est considéré comme l'un des initiateurs du costumbrismo, tendance littéraire et artistique, qui, au-delà de la représentation des us et coutumes régionales, peint d'une manière plus crue et plus directe la réalité sociale du moment. Chez Alenza, cette tendance prend une dimension tragique et satirique dont l'exemple le mieux connu sont ses représentations théâtralisées du suicide romantique qu'il n'hésite pas à tourner en dérision.

## Œuvres
- L'arracheur de dents, 1844, huile sur toile, 38 x 45,5 cm, Madrid; Musée du Prado;
- Le Triomphe de Bacchus, 1844, huile sur toile, 38 x 45,5 cm, Madrid; Musée du Prado.

## Galerie

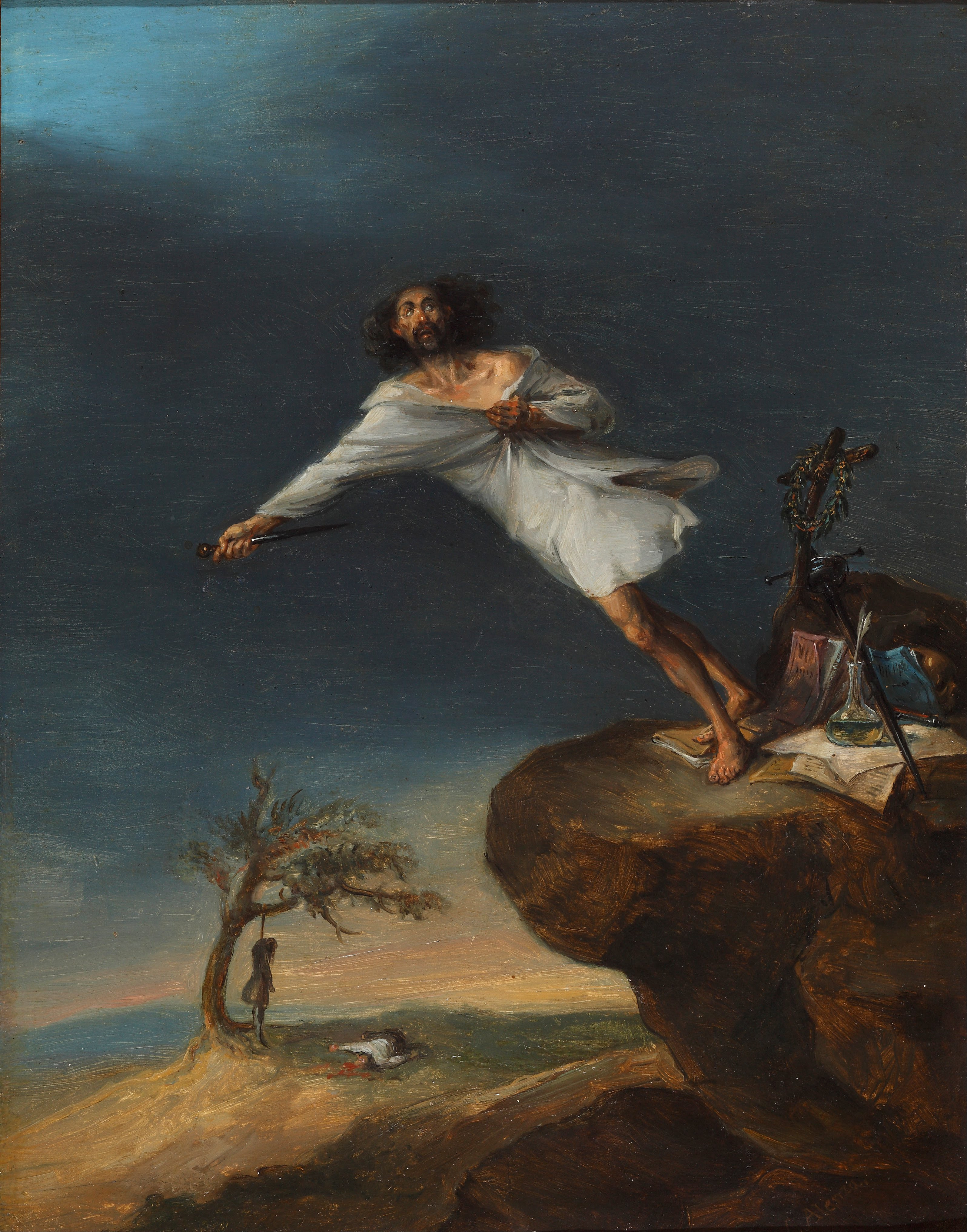
Satire du suicide romantique (1839)
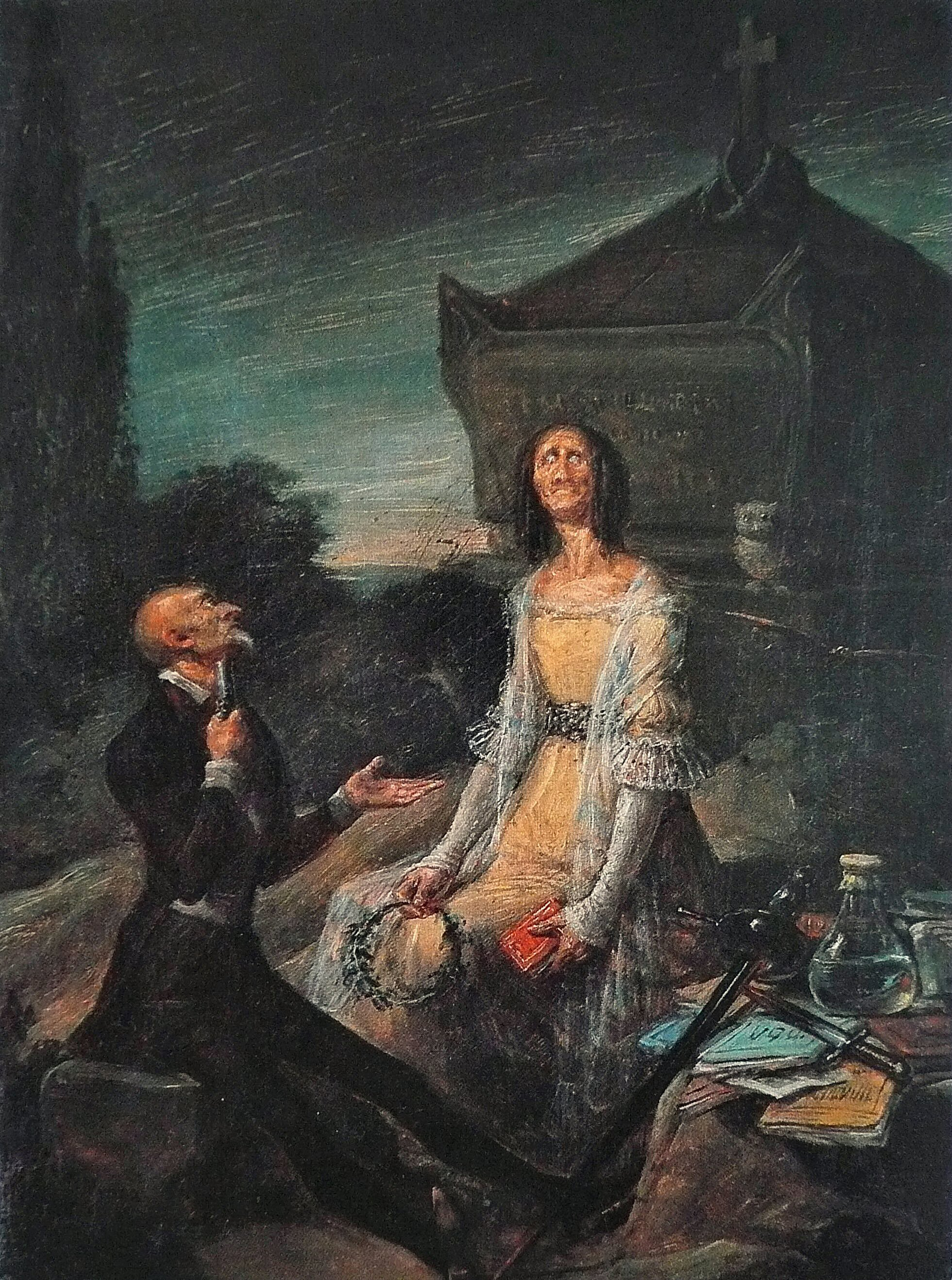
Satire du suicide romantique
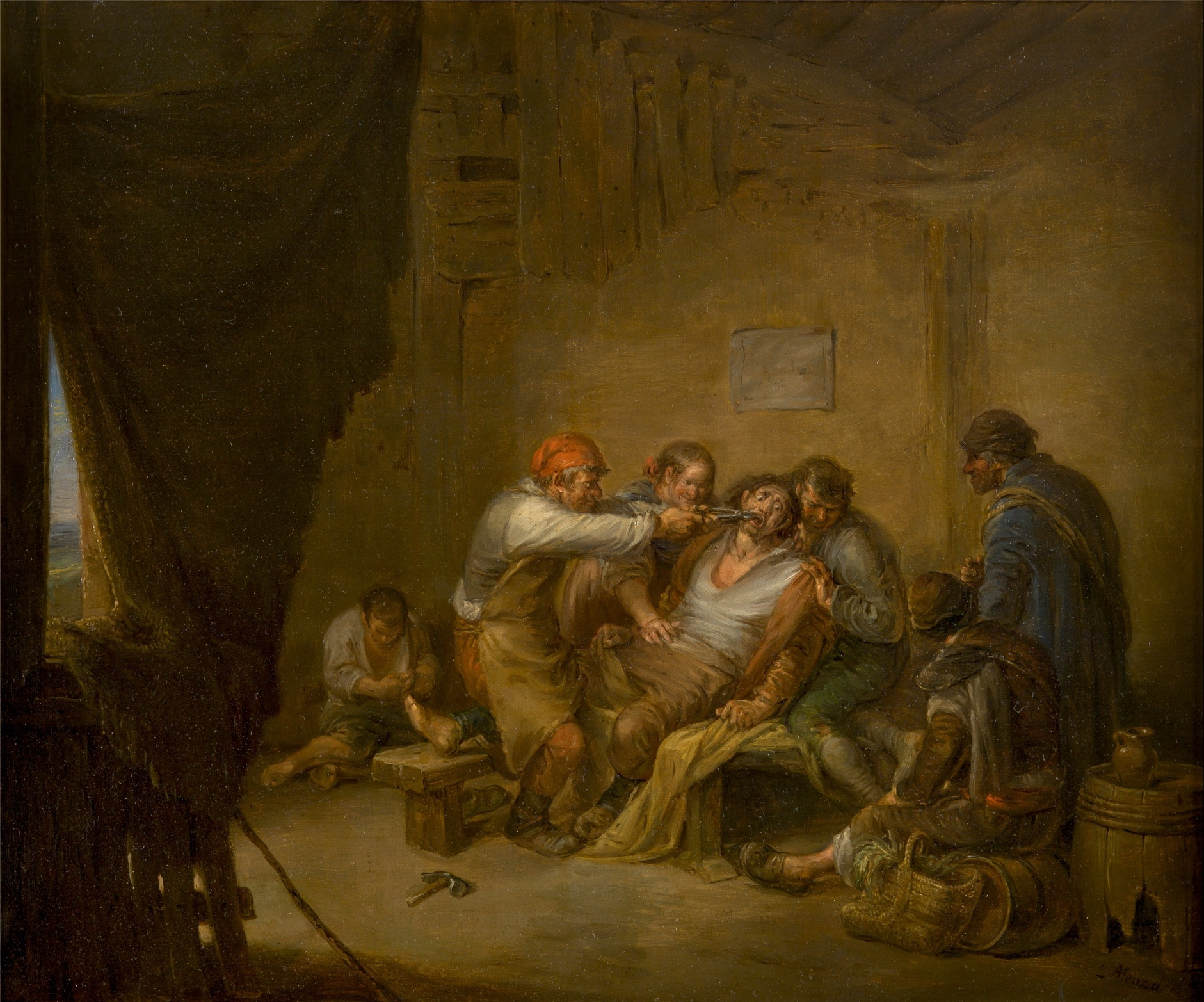
Le dentiste (1844)
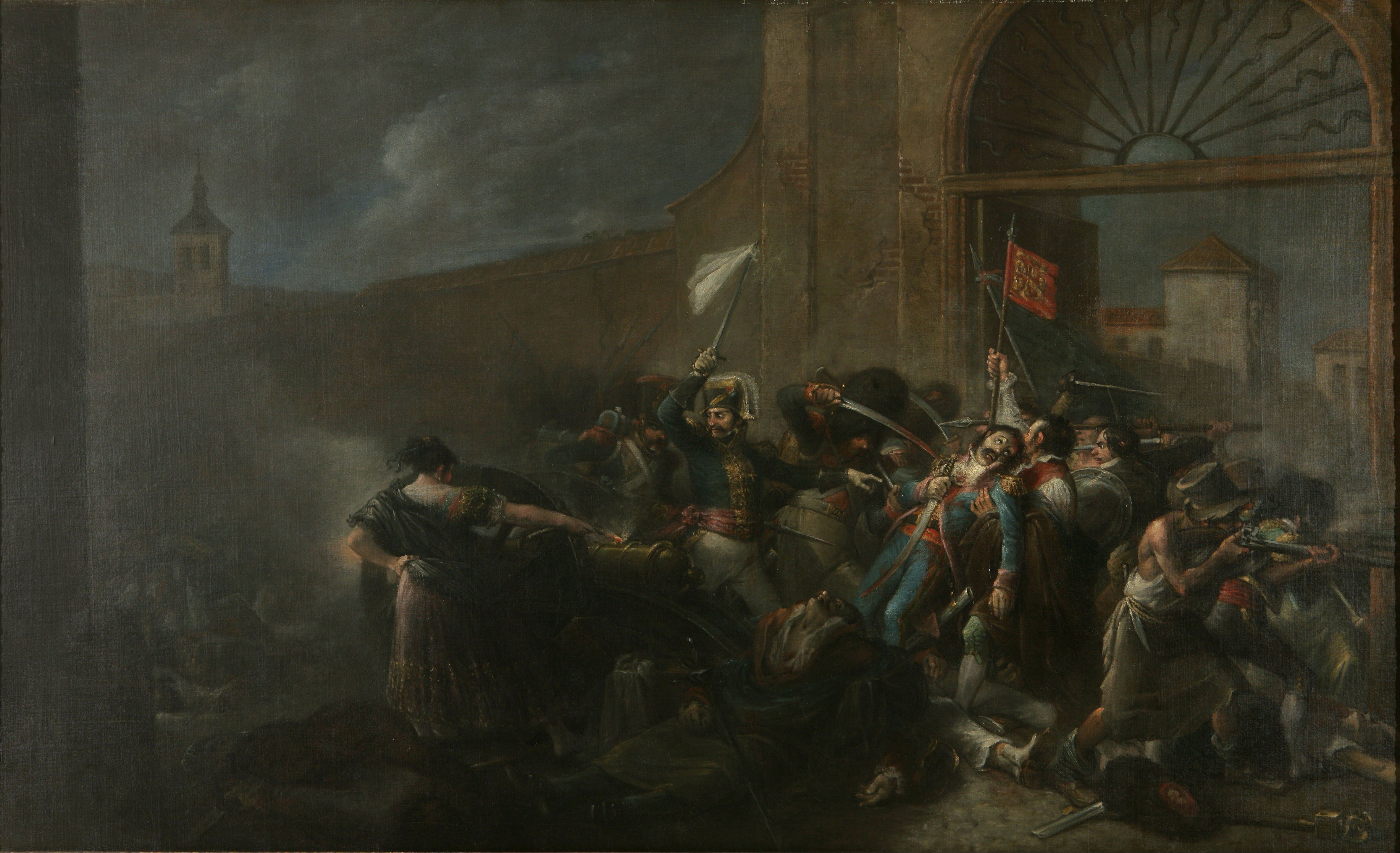
La mort de Daoíz au Monteleón (1835)
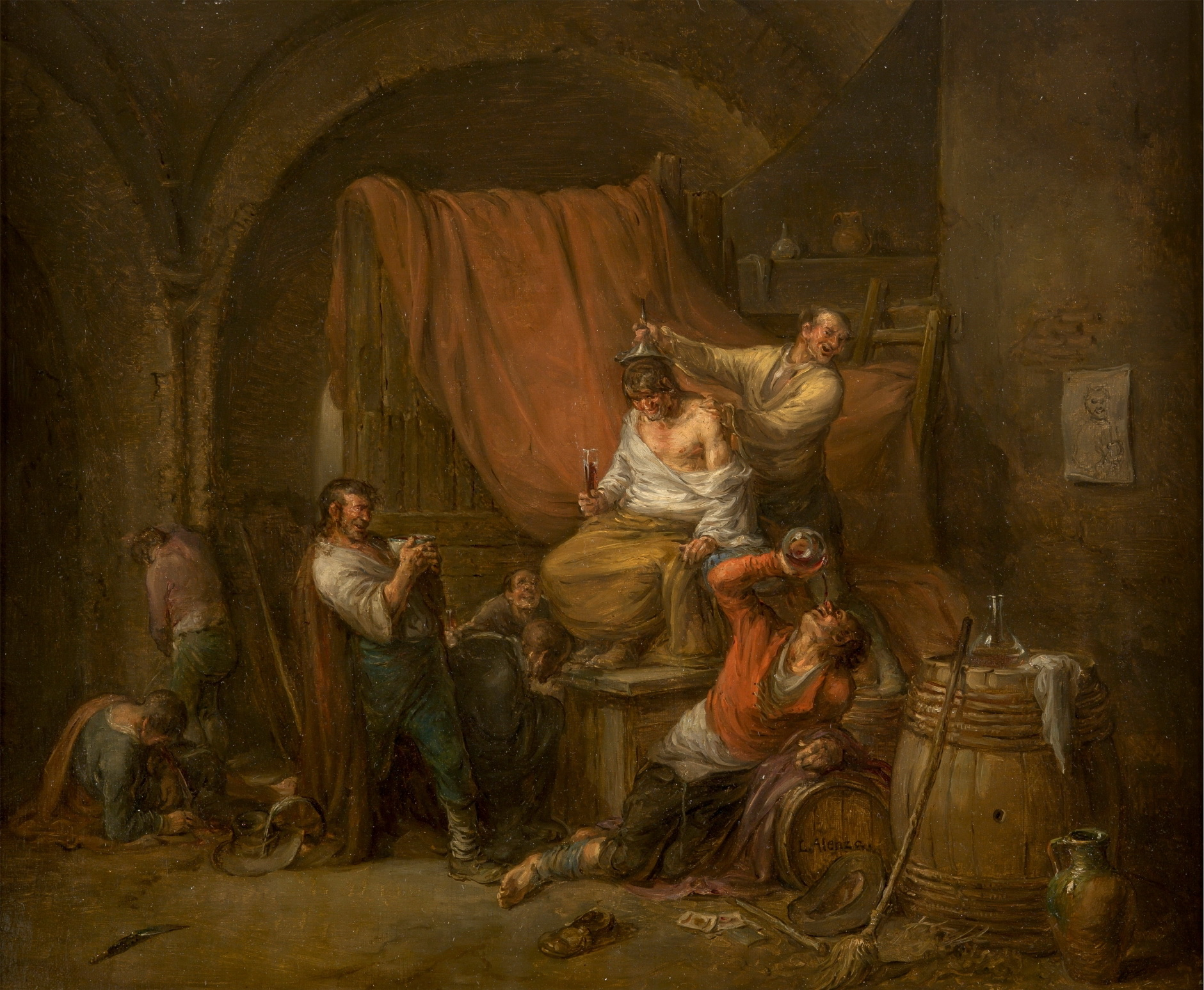
Le triomphe de Bacchus